# Snivy
Snivy is een Pokémon uit de vijfde generatie. Hij is een van de drie starters uit de regio Unova, samen met Oshawott en Tepig en hij komt voor in de spellen Pokémon Black en White. Snivy heet in Japan Tsutarja. Snivy is van het type gras. Daardoor is hij sterk tegen onder andere WaterPokémon. Als men Snivy niet als starter kiest, kan men hem nergens in het spel bemachtigen. Dan is er als enige mogelijkheid over om te ruilen.